# Герб Казахстану
Державний Герб Казахстану — герб держави Казахстан, один із її офіційних символів нарівні з прапором, гі́мном і Конституцією. Герб затверджений 4 червня 1992 року.
Офіційно — Державний герб, хоча ця державна емблема не є геральдичною.

## Опис
Золотий шанирак (верхня склепінна частина юрти) на блакитному тлі, від якого в усі сторони у виді сонячних променів розходяться уикі (опори) в обрамленні крил тулпарів (міфічних коней). У нижній частині герба — напис «Казахстан». Всі елементи герба — золотого кольору.
Автори герба — художники Жандарбек Малібеков та Шота Уаліханов.
Президент Казахстану Касим-Жомарт Токаєв 15 березня 2024 року запропонував змінити державний герб, бо він «має ознаки радянської епохи».

## Трактування

Шанирак

Образ шанираку — верхньої склепінної куполоподібної частини юрти — у державному гербі республіки є образом загального будинку всіх людей, що проживають у Казахстані. Щастя в ньому залежить від добробуту кожного, як міцність шанираку залежить від надійності його уиків (опор). Шанирак не лише за формою нагадує небесний купол, але й за відбиттям у свідомості людей є одним з важливих елементів життєустрою. Шанирак — символ рідної домівки, а в ширшому розумінні і світу як всесвіт.
На гербі зображений Тулпар — міфічний кінь із крилами. Крила символізують мрію про побудову сильної, процвітаючої держави. Вони свідчать також про чисті помисли і прагнення до вдосконалювання і досягнення гармонії в суспільстві, із природою та світовою цивілізацією. У державному гербі республіки зображені два міфічних коні, і вони ніби оберігають шанирак із обох сторін. Вони також яскраво виражають ідею служіння спільній домівці — Батьківщині. Берегти Батьківщину як зіницю ока і віддано служити їй — це один з найважливіших лейтмотивів, закладених в образах міфічних коней.

## Історичні герби

Герб Казахської РСР

У складі Радянського Союзу країна мала офіційну назву Казахська Радянська Соціалістична Республіка (Казахська РСР, КРСР), і використовувала радянську державну символіку.